# ایواته، ایواته
ایواته، ایواته (به لاتین: Iwate, Iwate) یک منطقهٔ مسکونی در ژاپن است که در استان ایواته واقع شده‌است. ایواته ۳۶۰٫۵۵ کیلومترمربع مساحت و ۱۴٬۰۶۰ نفر جمعیت دارد.